# يانغ سوك-إيل
يانغ سوك-إيل (باليابانية: 梁石日)‏ (13 أغسطس 1936 في أوساكا - 29 يونيو 2024) روائي، ومؤلف، وكاتب من كوريا الجنوبية.

## روابط خارجية
- يانغ سوك-إيل على موقع IMDb (الإنجليزية)
- يانغ سوك-إيل على موقع قاعدة بيانات الفيلم (الإنجليزية)